# Aléx Viana
Aléx Viana, właśc. Aléx Viana Da Silveira Junior (ur. 7 września 1998) – brazylijski futsalista, zawodnik z pola, obecnie zawodnik Rekordu Bielsko-Biała. Król strzelców sezonu 2017/2018 słowackiej Varta futsal liga, w którym wraz z drużyną FK Mimel Lučenec zdobył wicemistrzostwo Słowacji. W dwóch kolejnych sezonach z Rekordem Bielsko-Biała zdobył mistrzostwo Polski. 